# Luís Gonçalo de Sousa de Macedo
Luiz Gonçalo de Sousa Macedo (1648-1727) foi o primeiro Barão da Ilha Grande de Joanes (atual Ilha de Marajó).

## Biografia
A Ilha Grande de Joanes foi constituída em Capitania hereditária pelo rei de Portugal, D. Afonso IV, através da Carta Régia de 23 de dezembro de 1665, sendo seu primeiro donatário, António de Sousa de Macedo, Secretário de Estado daquele Rei, que dela tomou posse, por seu procurador, em 2 de dezembro de 1667.
Luís Gonçalo, filho único de Antônio Macedo, alem de herdeiro da donataria, foi feito barão a 27 de Setembro de 1666.
Após a morte do pai, ele fez uma doação de terras, naquela Ilha, aos Capuchos de Santo Antônio, que tinham chegado ao Pará com a incumbência de catequizar os silvícolas dos sertões da Província. A doação foi efetuada a 6 de fevereiro de 1896, compreendendo a Ilha de Santana, na foz do Rio Arari, sendo duas léguas de terras na margem esquerda deste rio, começando no igarapé Murucutú para cima, e três léguas na margem oposta.
A capitania da Ilha Grande de Joanes seria posteriormente reunida aos limites da Coroa de Portugal, por Carta-Régia de 29 de abril de 1757, seis anos após a expulsão dos jesuítas da Província do Grão-Pará, após sua venda por Luís de Sousa Macedo Aragão Vidal, filho de Luís Gonçalo, em troca de uma renda anual de 3000 cruzados, além da troca de títulos, de Barão da Ilha Grande de Joanes - o qual se findou - para Barão de Mesquitela, além de algumas outras mercês que foram feitas para compensar a reincorporação da capitania
Luís Gonçalo foi autor do livro "Títulos das Famílias de Portugal", em 6 volumes, cinco dos quais se acham na Biblioteca Nacional de Lisboa.